# Connor Franta
Connor Joel Franta (Wisconsin, 12 de setembro de 1992) é um youtuber, empresário e escritor norte-americano. Em novembro de 2015, seu canal no YouTube possuía mais 5 milhões de inscritos. Seu livro, A Work in Progress, foi lançado em 21 de abril de 2015.

## Vida pessoal
Connor Franta nasceu em Wisconsin, filho de Peter e Cheryl Franta, um psicólogo e uma dona de casa, respectivamente. Pouco depois de seu nascimento, se mudou para La Crescent, Minnesota. Ele possui dois irmãos, Dustin e Brandon, e uma irmã, Nicola.
Franta estudou na St. Peter's Catholic School, Hokah, do primário a 8ª série do ensino fundamental. Em 2011, ele se formou na La Crescent High School.
Em 8 de dezembro de 2014, Franta se assumiu gay em um vídeo para o YouTube. No vídeo, ele também falou sobre a ajuda que ele recebeu dos internautas. Este vídeo de seis minutos, intitulado "Coming Out", tem mais de 11 milhões de visualizações, sendo o segundo vídeo mais visto no canal dele.

## Carreira

### YouTube

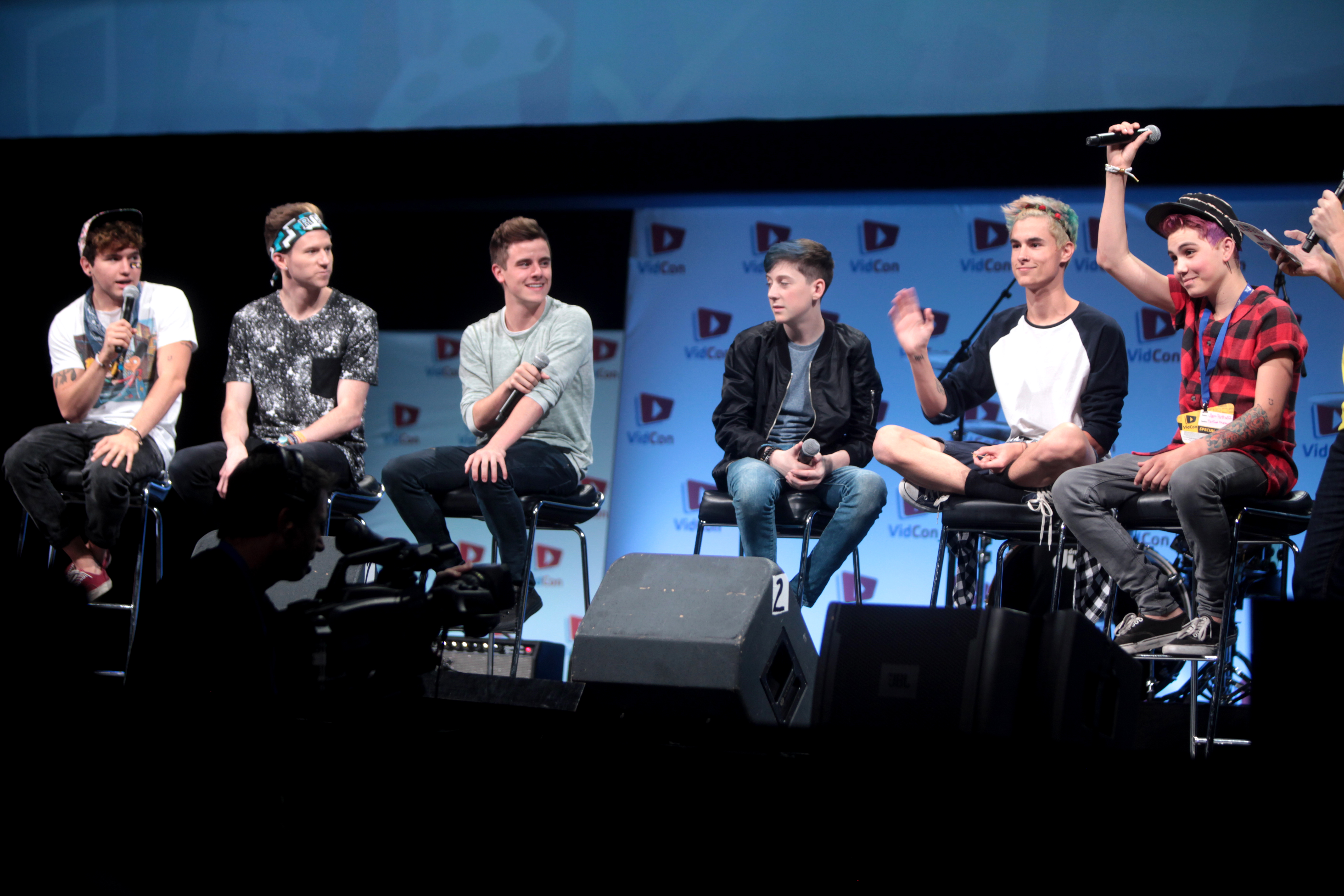
Franta (terceiro da esquerda) com os outros membros do Our2ndLife na VidCon 2014.

Inspirado por outros youtubers, como Shane Dawson e Mitchell Davis, Franta começou a produzir vídeos para o YouTube em agosto de 2010. Atualmente, ele possui mais de 355 milhões de visualizações e quase 6 milhões de inscritos, tornando-se o 158º canal com maior número de inscrito do mundo.
Em 2012, ele integrou o canal Our2ndLife, juntamente com outros cinco youtubers (Kian Lawley, Trevor Moran, Justin Caylen, Ricky Dillon e Sam Pottorff), o que o ajudou a ganhar popularidade. Ele anunciou sua saída do grupo em julho de 2014 devido a problemas pessoais. Em 2014, Franta foi nomeada para o Teen Choice Award na categoria "Webstar: Masculino", mas perdeu para Tyler Oakley.
Em 2015, Franta foi novamente nomeado para o Teen Choice Award na categoria "Entretenimento do Ano" e na categoria "Melhor YouTuber", mas perdeu para Cameron Dallas e Bethany Mota, respectivamente. Ele também foi nomeado para o Streamy Award na categoria "Melhor Animador do Ano".

### Filantropia
Franta comemorou seu 22º aniversário em 2014, lançando uma campanha de angariação de fundos para o The Thirst Project, que tem como objetivo construir poços de água na Suazilândia. Dentro de 48 horas, seus fãs doaram mais de US$75.000 e atingiram a meta de $120.000 em 10 dias. No final do mês, a campanha arrecadou mais de $230.000. Franta lançou uma segunda campanha no seu 23º aniversário, com o objetivo de arrecadar 180 mil dólares em 30 dias. Quando a campanha acabou em outubro de 2015, ele havia arrecadado mais de US$191 mil, o que contribuiu para a construção de 16 poços de água na Suazilândia.

### Livros
Franta passou mais de um ano escrevendo seu livro, A Work in Progress, que fala sobre momentos de sua vida e histórias pessoais. Foi lançado em 21 de abril de 2015. Acompanhando o lançamento do livro, Franta fez uma turnê nos Estados Unidos, Reino Unido e Austrália. O livro ficou 16 semanas na lista best seller do New York Times e vendeu mais de 200 mil cópias.
Em janeiro de 2017, Franta anunciou que estaria lançando seu segundo livro, Note to Self, em 18 de abril de 2017. O livro apresenta histórias, poesias e fotografias de Franta.

### Empreendedorismo

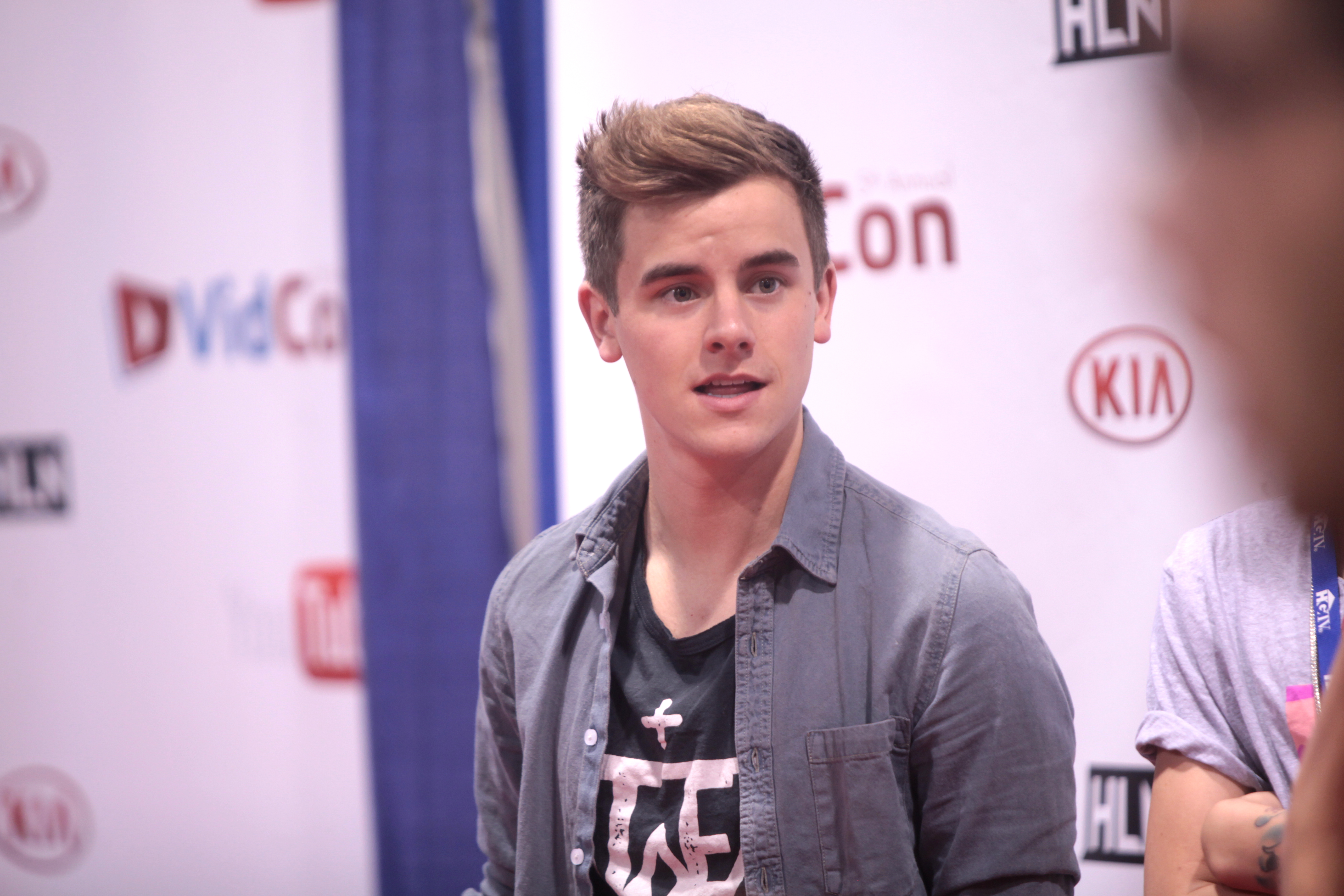
Connor Franta na VidCon 2014.

Em 11 de novembro de 2014, Franta lançou um álbum de compilação, Crown Vol. 1. Um segundo álbum foi lançado em 3 de março, seguido de um terceiro álbum em 24 de julho, um quarto em 25 de dezembro de 2015 e um quinto em 28 de abril de 2016.
Em julho de 2015, Franta fundou a gravadora Heard Well, em parceria com Andrew Graham e Jeremy Wineberg. Amanda Steele, Lohanthony e Jc Caylen foram as primeiras pessoas que assinaram contrato com a gravadora.
Em fevereiro de 2015, Franta lançou sua própria linha de café, denominada Common Culture Coffee. O café foi produzido em colaboração com o LA Coffee Club e $1 por cada saco de café vendido foi doado para o The Thirst Project. Em junho de 2015, Franta lançou uma pequena linha de roupas, feita em colaboração com Junk Food Clothing.